# The Best of John Hammond
The Best of John Hammond è una raccolta in un doppio album di John P. Hammond, pubblicato dalla Vanguard Records nel 1970.

## Tracce
Lato A
1. My Babe – 2:06 (Willie Dixon) – Tratto dall'album: Big City Blues (1964)
2. Still a Fool (Two Trains Running) – 3:19 (Muddy Waters) – Tratto dall'album: John Hammond (1963)
3. I Wish You Would Come Back, Baby – 2:37 – Tratto dall'album: I Can Tell (1967)
4. Milk Cow Calf's Blues – 2:43 (Robert Johnson) – Tratto dall'album: Country Blues (1965)
5. No Money Down – 3:47 (Chuck Berry) – Tratto dall'album: Big City Blues (1964)
6. They Call It Stormy Monday (But Tuesday Is Just as Bad) – 4:07 (T-Bone Walker) – Tratto dall'album: Mirrors (1967)

Durata totale: 18:39
Lato B
1. Big Boss Man – 2:39 (Luther Dixon, Al Smith) – Tratto dall'album: So Many Roads (1965)
2. See That My Grave Is Kept Clean – 5:11 (Blind Lemon Jefferson) – Tratto dall'album: John Hammond (1963)
3. So Many Roads, So Many Trains – 2:40 (Marshall Paul) – Tratto dall'album: So Many Roads (1965)
4. Louise, Louise Blues – 4:02 (J. Mayo Williams, J. Temple) – Tratto dall'album: John Hammond (1963)
5. Give Me a 32-20 – 3:37 (Robert Johnson) – Tratto dall'album: John Hammond (1963)

Durata totale: 18:09
Lato C
1. Baby, Please Don't Go – 2:11 (Big Joe Williams) – Tratto dall'album: So Many Roads (1965)
2. I'm a Man – 3:16 (Ellas McDaniel) – Tratto dall'album: Big City Blues (1964)
3. Stones in My Passway – 3:08 (Robert Johnson, pubblico dominio) – Tratto dall'album: Mirrors (1967)
4. Get Right Church – 1:51 (Pubblico dominio) – Tratto dall'album: Mirrors (1967)
5. Backdoor Man – 4:13 (Chuck Berry) – Tratto dall'album: Big City Blues (1964)
6. Statesborough Blues – 3:24 (Blind Willie McTell) – Tratto dall'album: Country Blues (1965)

Durata totale: 18:03
Lato D
1. Travelling Riverside Blues – 3:07 (Robert Johnson) – Tratto dall'album: Country Blues (1965)
2. Drop Down Mama – 2:43 (Sleepy John Estes) – Tratto dall'album: Country Blues (1965)
3. Keys to the Highway – 3:10 (Big Bill Broonzy, Charles Segar) – Tratto dall'album: Mirrors (1967)
4. Barbecue Blues – 3:18 – Tratto dall'album: Big City Blues (1964)
5. Going Back to Florida – 2:50 (Lightning Hopkins) – Tratto dall'album: John Hammond (1963)
6. Who Do You Love – 3:00 (Ellas McDaniel) – Tratto dall'album: Country Blues (1965)

Durata totale: 18:08

## Musicisti
My Babe, No Money Down, I'm a Man, Backdoor Man, Statesborough Blues, Keys to the Highway e Barbecue Blues
- John P. Hammond - chitarra, armonica, voce
- Billy Butler - chitarra elettrica
- James Spruill - chitarra elettrica
- Jimmy Lewis - basso fender
- Bobby Donaldson - batteria

I Wish You Would Come Back, Baby, They Call It Stormy Monday (But Tuesday Is Just as Bad), Big Boss Man, So Many Roads, So Many Trains, Baby, Please Don't Go, Travelling Riverside Blues e Who Do You Love
- John P. Hammond - chitarra, voce
- Charlie Musselwhite - armonica
- Robbie Robertson - chitarra
- Mike Bloomfield - pianoforte
- Eric Garth Hudson - organo
- Jimmy Lewis - basso elettrico
- Levon Helm - batteria[1]

Still a Fool (Two Trains Running), Milk Cow Calf's Blues, See That My Grave Is Kept Clean, Louise, Louise Blues, Give Me a 32-20, Stones in My Passway, Get Right Church, Drop Down Mama e Going Back to Florida
- John P. Hammond - chitarra, armonica, voce